# Abdoulrazak Boukari
Abdoulrazak Boukari (Lomé, 25 aprile 1987) è un calciatore togolese con cittadinanza francese, attaccante del Déolois e della Nazionale togolese.

## Caratteristiche tecniche
Ala destra, può essere impiegato anche come trequartista o esterno di centrocampo.

## Carriera

### Club

#### Inizi
Cresciuto nel Châteauroux, nel 2004 è stato inserito nella rosa della prima squadra, militante in Ligue 2. Il debutto in campionato è avvenuto il 22 ottobre 2004, in Châteauroux-Grenoble Foot 38 (1-1). Ha militato nel club rossoblù per due stagioni, totalizzando 48 presenze e 7 reti in Ligue 2, due presenze in Coppa di Lega francese e quattro presenze in Coppa di Francia.

#### 2006-2012: Lens e Rennes
Il 7 giugno 2006 ha firmato un contratto quinquennale con il Lens, club militante nella massima divisione francese. Ha debuttato con la nuova maglia il 5 agosto 2006, nell'incontro di campionato Lens-Troyes (1-0). Il 14 settembre 2006 ha debuttato in Coppa UEFA, scendendo in campo nell'incontro Ethnikos Achnas-Lens (0-0). Ha militato nel club rosso-oro per quattro stagioni e mezzo, collezionando in totale 93 incontri e 7 reti in Ligue 1, 27 presenze e 4 reti in Ligue 2, 8 presenze e 3 reti nella Coppa di Lega francese, 9 presenze in Coppa di Francia, 11 presenze e una rete in Coppa UEFA. Il 3 gennaio 2011 si è trasferito al Rennes, firmando un contratto di quattro anni e mezzo. Il debutto con la maglia rossonera è avvenuto il 15 gennaio 2011, nell'incontro di campionato Rennes-Arles-Avignon (4-0). Nella stagione successiva ha debuttato in Europa League: il 28 luglio 2011 è sceso in campo nell'incontro Metalurgi Rustavi-Rennes (2-5) ed ha messo a segno una doppietta. Ha militato nel club rossonero fino all'anno successivo. In una stagione e mezza disputata con il club bretone ha totalizzato 38 presenze e 7 reti in Ligue 1, 4 presenze e due reti in Coppa di Francia, una presenza in Coppa di Lega francese, 8 presenze e due reti in Europa League.

#### 2012-oggi: dal Wolverhampton al Déolois
Il 27 agosto 2012 ha firmato un contratto quadriennale con il Wolverhampton, club inglese militante in Championship. Il debutto con la nuova maglia è avvenuto tre giorni dopo, il 30 agosto 2012, nell'incontro Northampton Town-Wolverhampton (1-3), valido per il secondo turno della EFL Cup. Il debutto in campionato è avvenuto il successivo 16 settembre, in Wolverhampton-Leicester City (2-1). Alla fine del mese di settembre si è infortunato al polpaccio, terminando anzitempo la propria stagione. Il 27 agosto 2013 si è trasferito in prestito al Sochaux, in Ligue 1. Il debutto con la nuova maglia è avvenuto il 10 ottobre 2013, nell'incontro di campionato Marsiglia-Sochaux (2-1). Complice un nuovo infortunio al ginocchio, ha totalizzato con il club gialloblu 10 presenze in Ligue 1. Al termine della stagione è tornato al Wolverhampton. A causa di diversi infortuni e scelte tecniche, ha militato nel club per altre due stagioni, ma non ha disputato alcun incontro con la prima squadra dei lupi. Nell'estate 2016 è tornato al Châteauroux. Il debutto in Championnat National è avvenuto il 26 agosto 2018, in Châteauroux-Belfort (3-1). Ha militato nel club rossoblù fino al 2022, disputando quattro stagioni in Ligue 2 e due in Championnat National. Ha collezionato in totale, con il club rossoblù, 59 presenze e 6 reti in Ligue 2, 23 presenze e 6 reti in Championnat National, 4 presenze e una rete in Coppa di Lega francese, 3 presenze in Coppa di Francia. Nel luglio 2022 si è accasato al Déolois, club militante nei Championnats Régionals.

### Nazionale

#### Francia Under-21
Inserito nella lista dei pre-convocati dalla Nazionale togolese per i Mondiali 2006, ha rifiutato la convocazione. Convocato nello stesso anno dalla Nazionale Under-21 francese, esordisce il 14 novembre 2006, nell'incontro amichevole Svezia-Francia (2-4), gara in cui ha siglato una rete. Ha collezionato in totale, con la maglia dell'Under-21 francese, due presenze e una rete.

#### Togo
Dopo aver rifiutato la convocazione per la Coppa d'Africa 2010, nell'agosto 2010 ha accettato la convocazione nella Nazionale togolese. Il debutto è avvenuto l'11 agosto 2010, nell'amichevole Arabia Saudita-Togo (1-0). Ha messo a segno la sua prima rete con la maglia della Nazionale togolese il 29 febbraio 2012, in Kenya-Togo (2-1), siglando la rete del momentaneo 1-1 al minuto 41 del primo tempo. Ha partecipato, con la Nazionale, alla Coppa d'Africa 2017. È sceso in campo, inoltre, nelle qualificazioni al mondiale 2014 e nelle qualificazioni alla Coppa d'Africa 2012, 2013 e 2019.

## Statistiche

### Cronologia presenze e reti in nazionale
Statistiche aggiornate al 23 dicembre 2022.

| Cronologia completa delle presenze e delle reti in nazionale ― Togo | Cronologia completa delle presenze e delle reti in nazionale ― Togo | Cronologia completa delle presenze e delle reti in nazionale ― Togo | Cronologia completa delle presenze e delle reti in nazionale ― Togo | Cronologia completa delle presenze e delle reti in nazionale ― Togo | Cronologia completa delle presenze e delle reti in nazionale ― Togo | Cronologia completa delle presenze e delle reti in nazionale ― Togo | Cronologia completa delle presenze e delle reti in nazionale ― Togo |
| Data                                                                | Città                                                               | In casa                                                             | Risultato                                                           | Ospiti                                                              | Competizione                                                        | Reti                                                                | Note                                                                |
| ------------------------------------------------------------------- | ------------------------------------------------------------------- | ------------------------------------------------------------------- | ------------------------------------------------------------------- | ------------------------------------------------------------------- | ------------------------------------------------------------------- | ------------------------------------------------------------------- | ------------------------------------------------------------------- |
| 11-8-2010                                                           | Gedda                                                               | Arabia Saudita                                                      | 1 – 0                                                               | Togo                                                                | Amichevole                                                          | -                                                                   |                                                                     |
| 4-9-2010                                                            | Gaborone                                                            | Botswana                                                            | 2 – 1                                                               | Togo                                                                | Qual. Coppa d'Africa 2012                                           | -                                                                   |                                                                     |
| 10-10-2010                                                          | Lomé                                                                | Togo                                                                | 1 – 2                                                               | Tunisia                                                             | Qual. Coppa d'Africa 2012                                           | -                                                                   | 59’                                                                 |
| 17-11-2010                                                          | Lomé                                                                | Togo                                                                | 0 – 0                                                               | Ciad                                                                | Qual. Coppa d'Africa 2012                                           | -                                                                   |                                                                     |
| 8-2-2011                                                            | Anversa                                                             | Ghana                                                               | 4 – 1                                                               | Togo                                                                | Amichevole                                                          | -                                                                   |                                                                     |
| 4-9-2011                                                            | Lomé                                                                | Togo                                                                | 1 – 0                                                               | Botswana                                                            | Qual. Coppa d'Africa 2012                                           | -                                                                   |                                                                     |
| 11-11-2011                                                          | Bissau                                                              | Guinea-Bissau                                                       | 1 – 1                                                               | Togo                                                                | Qual. Mondiali 2014                                                 | -                                                                   | 81’                                                                 |
| 15-11-2011                                                          | Lomé                                                                | Togo                                                                | 1 – 0                                                               | Guinea-Bissau                                                       | Qual. Mondiali 2014                                                 | -                                                                   | 46’                                                                 |
| 29-2-2012                                                           | Nairobi                                                             | Kenya                                                               | 2 – 1                                                               | Togo                                                                | Qual. Coppa d'Africa 2013                                           | 1                                                                   |                                                                     |
| 3-6-2012                                                            | Lomé                                                                | Togo                                                                | 1 – 1                                                               | Libia                                                               | Qual. Mondiali 2014                                                 | -                                                                   |                                                                     |
| 10-6-2012                                                           | Kinshasa                                                            | RD del Congo                                                        | 2 – 0                                                               | Togo                                                                | Qual. Mondiali 2014                                                 | -                                                                   | 68’                                                                 |
| 4-10-2016                                                           | Lomé                                                                | Togo                                                                | 1 – 0                                                               | Uganda                                                              | Amichevole                                                          | -                                                                   | 46’                                                                 |
| 9-10-2016                                                           | Lomé                                                                | Togo                                                                | 2 – 0                                                               | Mozambico                                                           | Amichevole                                                          | -                                                                   |                                                                     |
| 11-11-2016                                                          | Tunisi                                                              | Comore                                                              | 2 – 2                                                               | Togo                                                                | Amichevole                                                          | -                                                                   | 46’                                                                 |
| 15-11-2016                                                          | Marrakech                                                           | Marocco                                                             | 2 – 1                                                               | Togo                                                                | Amichevole                                                          | -                                                                   | 46’                                                                 |
| 16-1-2017                                                           | Oyem                                                                | Costa d'Avorio                                                      | 0 – 0                                                               | Togo                                                                | Coppa d'Africa 2017 - Gironi                                        | -                                                                   | 89’                                                                 |
| 20-1-2017                                                           | Oyem                                                                | Marocco                                                             | 3 – 1                                                               | Togo                                                                | Coppa d'Africa 2017 - Gironi                                        | -                                                                   | 73’                                                                 |
| 24-1-2017                                                           | Port-Gentil                                                         | Togo                                                                | 1 – 3                                                               | RD del Congo                                                        | Coppa d'Africa 2017 - Gironi                                        | -                                                                   | 78’                                                                 |
| 9-9-2018                                                            | Lomé                                                                | Togo                                                                | 0 – 0                                                               | Benin                                                               | Qual. Coppa d'Africa 2019                                           | -                                                                   | 71’                                                                 |
| Totale                                                              |                                                                     | Presenze                                                            | 19                                                                  |                                                                     | Reti                                                                | 1                                                                   |                                                                     |

| Cronologia completa delle presenze e delle reti in nazionale ― Francia under 21 | Cronologia completa delle presenze e delle reti in nazionale ― Francia under 21 | Cronologia completa delle presenze e delle reti in nazionale ― Francia under 21 | Cronologia completa delle presenze e delle reti in nazionale ― Francia under 21 | Cronologia completa delle presenze e delle reti in nazionale ― Francia under 21 | Cronologia completa delle presenze e delle reti in nazionale ― Francia under 21 | Cronologia completa delle presenze e delle reti in nazionale ― Francia under 21 | Cronologia completa delle presenze e delle reti in nazionale ― Francia under 21 |
| Data                                                                            | Città                                                                           | In casa                                                                         | Risultato                                                                       | Ospiti                                                                          | Competizione                                                                    | Reti                                                                            | Note                                                                            |
| ------------------------------------------------------------------------------- | ------------------------------------------------------------------------------- | ------------------------------------------------------------------------------- | ------------------------------------------------------------------------------- | ------------------------------------------------------------------------------- | ------------------------------------------------------------------------------- | ------------------------------------------------------------------------------- | ------------------------------------------------------------------------------- |
| 14-11-2006                                                                      | Hässleholm                                                                      | Svezia                                                                          | 2 – 4                                                                           | Francia                                                                         | Amichevole                                                                      | 1                                                                               |                                                                                 |
| 4-6-2007                                                                        | Aubagne                                                                         | Francia                                                                         | 4 – 1                                                                           | Germania                                                                        | Amichevole                                                                      | -                                                                               | 74’                                                                             |
| Totale                                                                          |                                                                                 | Presenze                                                                        | 2                                                                               |                                                                                 | Reti                                                                            | 1                                                                               |                                                                                 |

## Palmarès

### Club

#### Competizioni nazionali
- Ligue 2: 1

Lens: 2008-2009
- Championnat National: 1

Châteauroux: 2016-2017